# Daine Klate
Daine Klate (Port Elizabeth, 25 febbraio 1985) è un ex calciatore sudafricano, di ruolo centrocampista.

## Carriera

### Club
Ha giocato nel campionato sudafricano.

### Nazionale
Ha esordito in nazionale nel 2005.

## Palmarès

### Competizioni nazionali
- Campionato sudafricano: 5

SuperSport United: 2007-2008, 2008-2009, 2009-2010
Orlando Pirates: 2010-2011
Bidvest Wits: 2016-2017